# Dago (insulto)
Il termine Dago (pronuncia [dey-goh]), a volte italianizzato in Dègo o Dego, è uno degli epiteti spregiativi tra i più utilizzati negli Stati Uniti d'America e in Canada per indicare una persona di origini latina, soprattutto italiana, spagnola o portoghese.

## Etimologia
L'uso del termine Dago ha origini incerte. Alcuni ritengono che derivi dalle espressioni inglesi "They go", tradotto in italiano "[finalmente] se ne vanno"; oppure "until the day goes", tradotto con "fin che il giorno se ne va", nel senso di "lavoratore a giornata". Secondo un'altra versione nacque all'inizio del XIX secolo tra gli ufficiali della marina mercantile inglese e statunitense, per apostrofare i marinai spagnoli e portoghesi, storpiando i nomi Diego e Diogo, molto diffusi tra la popolazione iberica.
La maggior parte ritiene però che l'epiteto derivi dall'inglese dagger (coltello) sulla scia dello stereotipo dell'italiano come popolo facile all'utilizzo del coltello, accoltellatore.

## Usi celebri
Nella letteratura italiana il termine Dago, trasformato in Dego, comparve per la prima volta nel poemetto Italy, composto da Giovanni Pascoli nel 1904, in cui si narrano le vicende di Ghita e Beppe, emigrati dalla Garfagnana negli USA.
(da Italy di Giovanni Pascoli)
Nel 1974, in occasione della 200 miglia di Daytona, la partecipazione di Giacomo Agostini alla competizione venne annunciata da alcuni giornali sportivi statunitensi unendo l'abituale pseudonimo "Ago" con Dago, coniando lo sprezzante appellativo "Ago-Dago" allo scopo di sottolineare, o meglio presupporre, le inferiori capacità del pilota italiano rispetto ai favoriti piloti USA.